# Icono LGBT

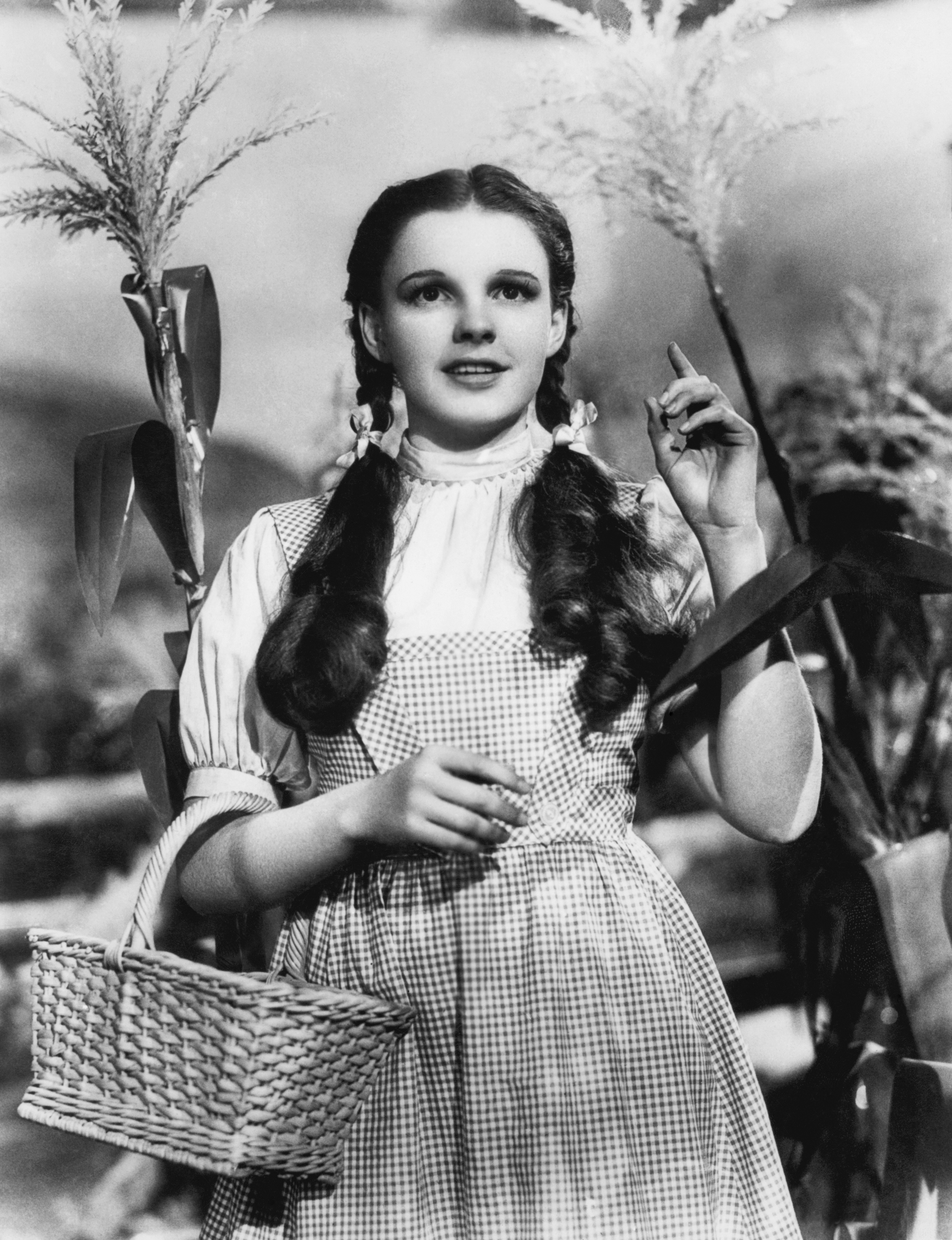
La actriz Judy Garland en El mago de Oz (1939). Su estatus como ícono gay era tal que los homosexuales estadounidenses usaban el código «amigo de Dorothy» para identificarse entre sí.

Un icono LGBT es una figura histórica, celebridad o personaje público que sirve como referente en determinados ámbitos de las comunidades lésbica, gay, bisexual y trans. Las cualidades del icono LGBT incluyen frecuentemente la belleza, la elegancia y glamour, la fortaleza frente a la adversidad, la androginia, la exageración de ademanes y, en el caso de los artistas, el ser intérpretes o autores de alguna obra famosa que la comunidad gay haya asumido como parte de su cultura.
Estos iconos pueden ser heterosexuales, homosexuales, bisexuales o transgénero; también pueden estar en el armario o declarar abiertamente su orientación sexual e identidad de género. Aunque la mayoría de los iconos LGBT han dado su apoyo a los movimientos sociales LGBT, algunos han presentado su oposición a los mismos, alegando una agenda homosexual. La mayoría de los iconos LGBT entran dentro de dos categorías: la de figura trágica, a veces incluso suicida, o la de figura prominente de la cultura pop.
Los iconos históricos han sido típicamente elevados a dicho estatus debido a su orientación sexual, aunque el tema siga siendo objeto de debate entre los historiadores. Los iconos modernos, predominantemente mujeres del mundo del espectáculo, suelen generar un gran seguimiento dentro de la comunidad gay durante el transcurso de sus carreras.

## Iconos históricos
El primer icono LGBT fue Antínoo, el joven amante del emperador romano Adriano, su historia y belleza han fascinado a artistas de todas las épocas y ha sido considerado el arquetipo de la belleza del efebo. Así el culto a su imagen establecido tras su muerte por Adriano ha permanecido a lo largo del tiempo.

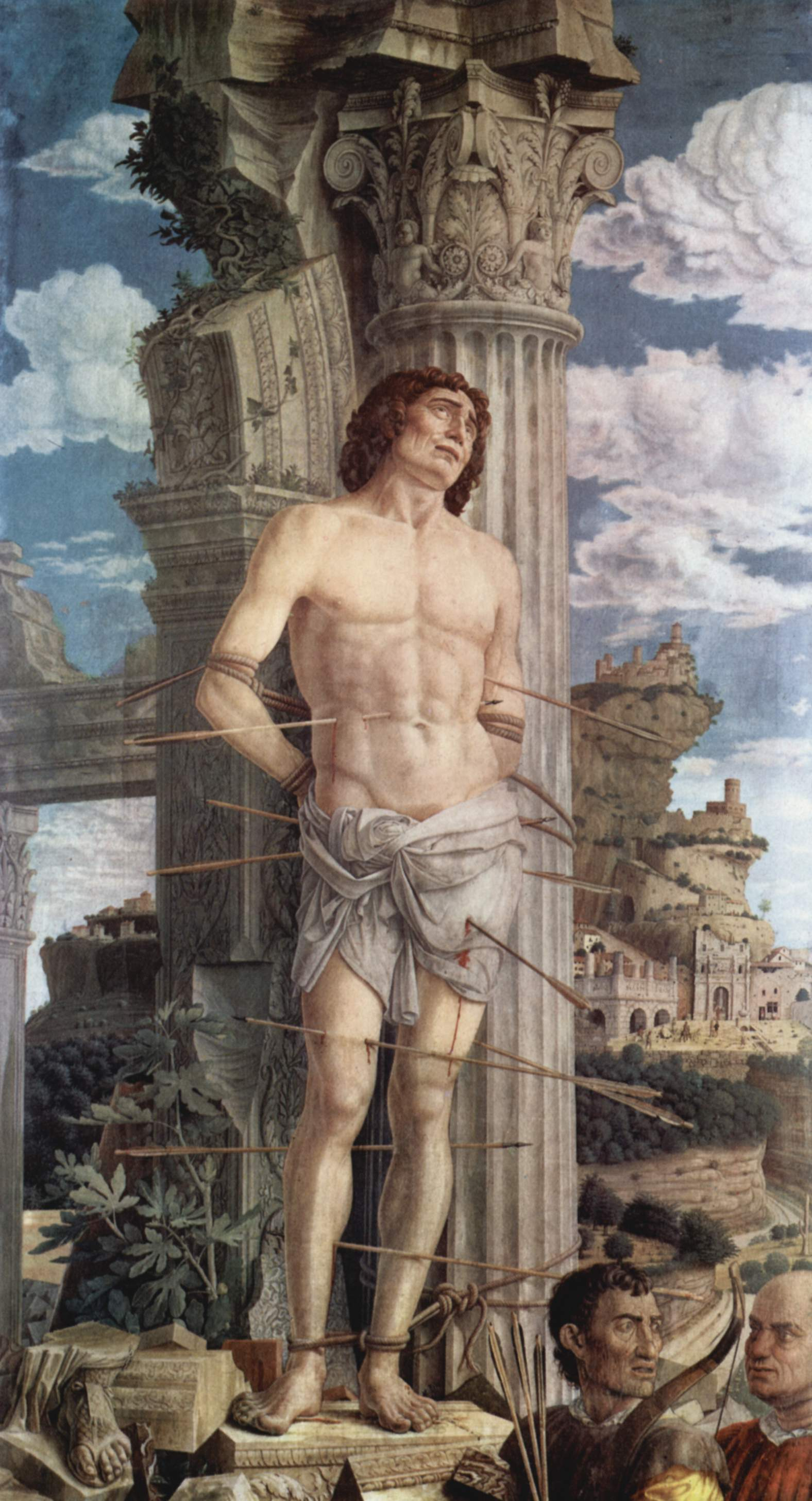
San Sebastián, uno de los primeros iconos LGBT de la historia.

También se ha considerado icono LGBT a San Sebastián. La combinación de su físico imponente desnudo, el simbolismo de las flechas penetrando su cuerpo y la mirada de su cara de extasiado dolor ha intrigado a los artistas heterosexuales y homosexuales durante siglos, e inició el primer culto explícitamente gay en el siglo XIX. Richard A. Kaye escribió que «los hombres gais contemporáneos han visto inmediatamente en Sebastián un anuncio conmovedor del deseo homosexual (de hecho, un ideal homoerótico) y un retrato prototípico de un caso en el armario torturado». Debido al estatus de San Sebastián como icono LGBT, Tennessee Williams eligió ese nombre para el martirizado personaje de Sebastián en su obra Suddenly, Last Summer. El nombre también fue utilizado por Oscar Wilde—como Sebastian Melmoth— cuando estaba en el exilio tras haber salido de la prisión, y por el personaje Sebastián de Little Britain, torturado por su amor no correspondido hacia el Primer ministro de Reino Unido. A su vez el propio Oscar Wilde, que se encontraba tan fuera del armario como era posible estarlo a finales del siglo XIX, se convirtió en un icono LGBT por su talento y la persecución y el ostracismo que sufrió, siendo considerado un trágico símbolo de lo que la homofobia puede producir en una vida.
Salvador Dalí escribió su propia versión «estética» del mito de San Sebastián en el breviario estético «San Sebastián». En su correspondencia con el poeta García Lorca identifica a este con el santo.
María Antonieta es uno de los primeros iconos lésbicos. Los rumores sobre sus relaciones con mujeres fueron difundidos con detalles pornográficos por los panfletos antirrealistas antes de la Revolución francesa. En la Inglaterra victoriana los biógrafos que idealizaban el Antiguo Régimen hicieron hincapié en la negación de dichos rumores, pero al mismo tiempo dotaron de romanticismo la amistad «fraternal» de María Antonieta con la Princesa de Lamballe, como uno (en palabras de una biografía de 1858) de los «escasos y grandes amores que la Providencia une en la muerte». A finales del siglo XIX se convirtió en un icono de culto del safismo: su ejecución, vista como un martirio trágico, puede haber añadido a su atracción. Las alusiones a su persona aparecen a principios del siglo XX, especialmente en El pozo de la soledad de Radclyffe Hall, donde Jonathan Brockett describe a María Antonieta y a Lamballe como «pobres almas... mortalmente hartas de los subterfugios y los fingimientos». Asimismo tuvo cierta atracción como icono LGBT, por lo menos para Jean Genet, quien resultó fascinado por su historia. Incluyó una escena de su ejecución en su obra de 1947 Las criadas.

## Iconos contemporáneos

### En el espectáculo

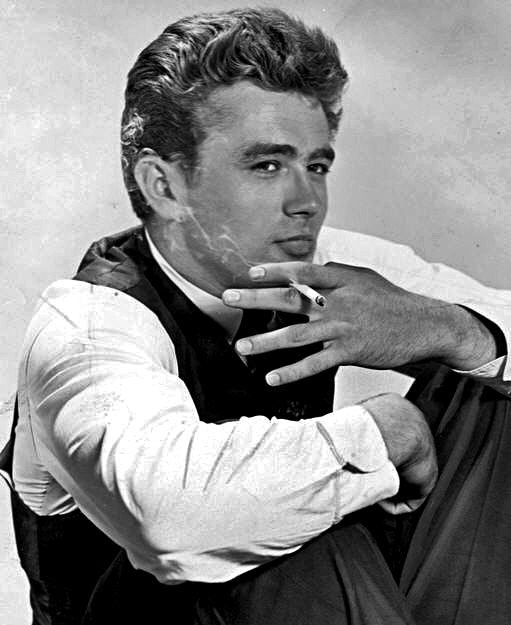
James Dean, ícono entre las lesbianas estadounidenses durante la década de 1950.

El espectáculo es quizá la principal fuente de iconos LGBT. El arquetipo de estos personajes es Judy Garland. Se convirtió en un icono LGBT desde que interpretó a Dorothy en su película más conocida El mago de Oz, donde cantaba Over the rainbow que describía un lugar imaginario donde los sueños se hacían realidad, y que pronto llegó a ser un himno seudooficial de la comunidad gay pre-Stonewall tan necesitada de esperanza. En los años 1950 «ser amigo de Dorothy» fue un código utilizado en la comunidad norteamericana que equivalía a ser gay. Venía de que en la película, los amigos de la niña eran un grupo de extraños personajes, y por ello jocosamente aludía a ser «raro». Aunque se cree que la frase fue reutilizada y que en su origen se refería a Dorothy Parker, que tenía muchos gais entre sus lectores.
Marlene Dietrich, la primera actriz alemana en triunfar en Hollywood, también fue considerada un icono LGBT además de por su belleza, glamur y sensualidad, sobre todo, por la ambigüedad que demostraba en sus espectáculos vestida de hombre, siendo un modelo de liberación y subversión.
Como ejemplo masculino tenemos al actor Cary Grant, que fue modelo de elegancia y carisma, y del que siempre hubo especulaciones sobre sus relaciones con los hombres.

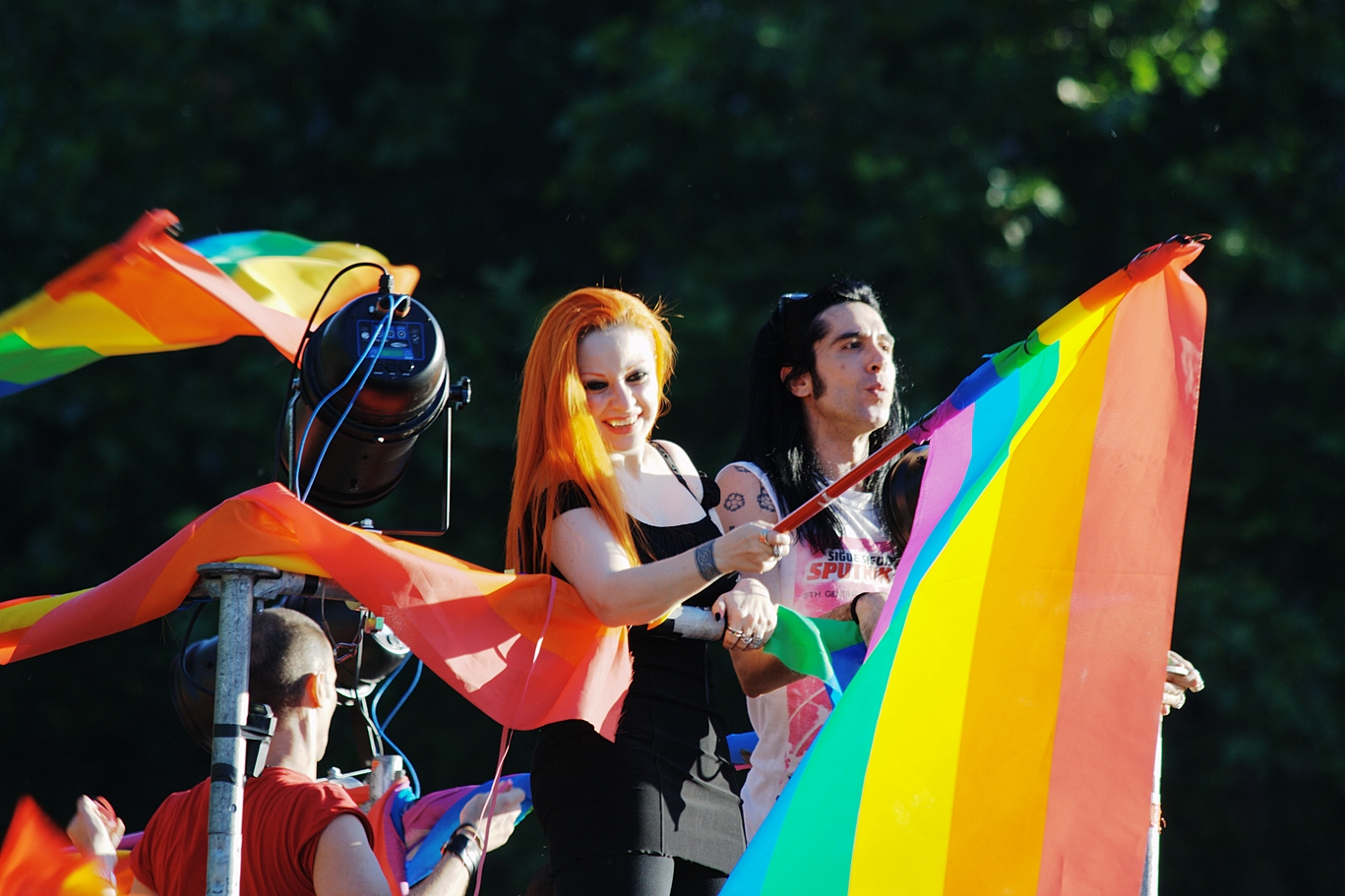
Alaska y Mario Vaquerizo en la marcha del orgullo, Madrid 2008.

El cine y su glamur siempre atrajo poderosamente a un sector del ambiente gay que tomó a muchas de sus estrellas como iconos. Podemos completar la lista de iconos LGBT del cine con: Greta Garbo, Bette Davis, Marlon Brando, Marilyn Monroe, Joan Crawford, James Dean, Julie Andrews, Rock Hudson, Audrey Hepburn, Joan Plowright, Elizabeth Taylor, Eileen Atkins Judi Dench, Maggie Smith, George Takei, Ian McKellen, Kiri Te Kanawa, Diana Rigg, John Waters, Neil Patrick Harris y Jake Gyllenhaal.
El caso de Judy Garland se ha repetido varias veces con cantantes que han interpretado canciones a las que la comunidad gay ha adjudicado la categoría de himnos. Gloria Gaynor se vinculó con la comunidad gay, aunque a ella no le gustara, al interpretar I Will Survive, que sirvió como himno tanto al movimiento gay como al feminista. También Alaska se convirtió en un icono LGBT por su interpretación de ¿A quién le importa?, otro himno gay para la comunidad gay hispanohablante, además de por su fuerte carácter que le ha hecho tener una imagen personal propia y siempre contracorriente.
Desde los años 1950 y hasta su muerte en 2012, la legendaria cantante mexicana Chavela Vargas fue una gran defensora del ambiente gay, pues ya en 2001, en una entrevista para la televisión colombiana, declaró públicamente que era lesbiana y dijo: «Yo no estudié para lesbiana, sino que nací siéndolo y me molesta que me lo echen en cara como si fuera una peste». En 2006, viajó a España para participar en la Fiesta del Orgullo Gay.
Durante los años 1970 y años 1980 la pegadiza música pop del grupo ABBA fue inseparable del ambiente gay, como quedó reflejado en la película Las aventuras de Priscilla, reina del desierto.

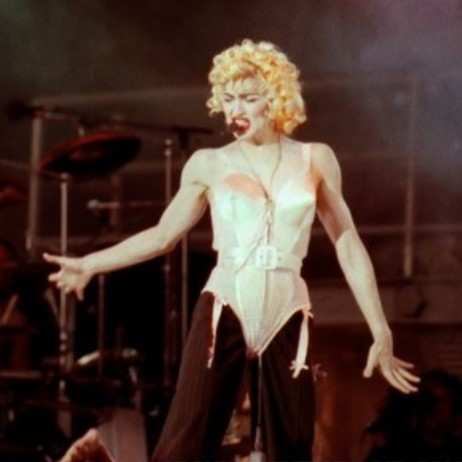
Madonna en su gira de 1990 Blond Ambition World Tour, una de las primeras en incluir abiertamente elementos de la comunidad.

Madonna es considerada una de los mayores icono LGBT de la historia contemporánea desde que inició su carrera en el año 1983. Incluyó personas perteneciente a la comunidad en sus espectáculos, canciones y videos musicales, entre los más famosos Vogue y Justify My Love. También luchó con la pandemia del VIH en los años 80 promoviendo el sexo seguro.
Freddie Mercury, el cantante de Queen, también ha sido considerado un icono LGBT desde los años 1980, debido a su talento y físico varonil, su descaro juvenil y su no disimulada homosexualidad. Su trágica y temprana muerte no hizo más que aumentar su imagen mítica.
El grupo más numeroso de iconos LGBT procede de las divas de la canción, así como algunos artistas masculinos abiertamente homosexuales, como: Maria Callas, Édith Piaf, Dolly Parton, Liza Minnelli, Raffaella Carrà, Grace Jones Donna Summer, Diana Ross, Barbra Streisand, Cher, Agoney,, Rocío Jurado, Mónica Naranjo, Björk, Whitney Houston, Janet Jackson, Gloria Trevi, Evelyn Glennie, Mariah Carey, Madonna, Britney Spears, Beyoncé, Adam Lambert, Macklemore Katy Perry, Lady Gaga, Mylène Farmer, Nicki Minaj, Taylor Swift, Cyndi Lauper, Kylie Minogue, Miley Cyrus Lily Allen, Christina Aguilera,

### En el deporte
Martina Navratilova, David Beckham y Billie Jean King han sido todos considerados iconos LGBT. En el caso de Beckham, es debido a una combinación de su destreza futbolística, su atractivo aspecto y su deslumbrante vida privada; en los casos de King y Navratilova es más por su fuerza de carácter por declararse públicamente respectivamente bisexual y lesbiana.
Dentro del grupo de deportistas también se puede mencionar a Cristiano Ronaldo, que ha sido votado en 2008 en una web gay británica como máximo icono LGBT.
El jugador de rugby, Ben Cohen también es considerado un icono LGBT por su atractivo (cercano al movimiento osuno) y por su simpatía hacia sus fanes homosexuales, como demuestra el gran número de entrevistas y fotografías que concede a diversas publicaciones como Gay Times (que concedió en 2008 a Ben Cohen la medalla de oro en el concurso de búsqueda de la Personalidad deportiva del año, derrotando a David Beckham), Compete o Attitude, además de editar todos los años su propio calendario.

### En la política

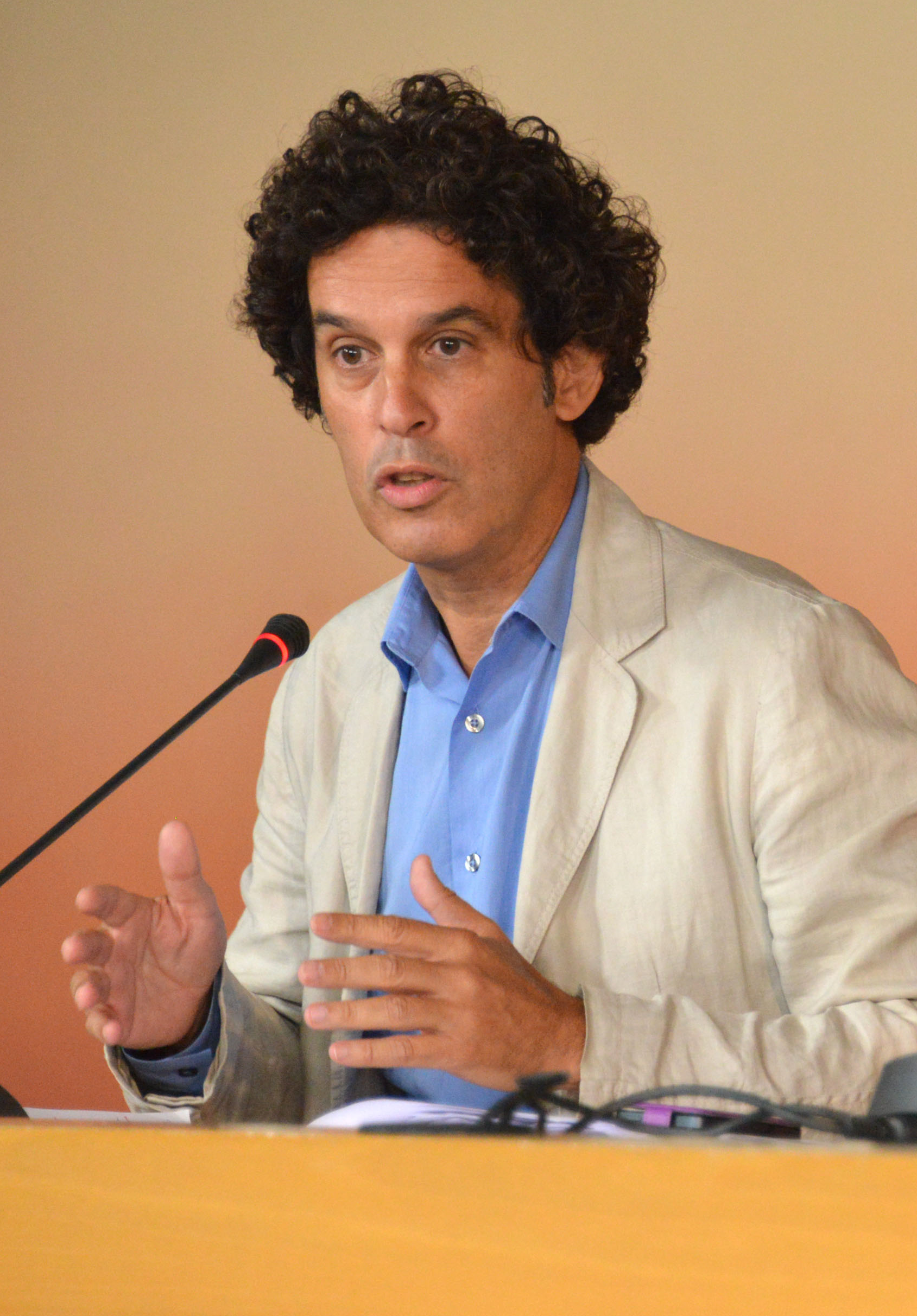
Pedro Zerolo, político español que fue uno de los mayores promotores de la ampliación del derecho al matrimonio y a la adopción de parejas homosexuales en España. Es considerado un Icono LGBT.

En el campo de la política también hay iconos LGBT, entre otros están: la Princesa Diana, Catalina de Cambridge Coretta Scott King, Abraham Lincoln, Nelson Mandela, Winnie Mandela, Hillary Clinton, Eva Perón, Pedro Zerolo, Jacqueline Kennedy Onassis; Roger Casement, un activista irlandés por los derechos civiles de los gais que se convirtió en icono LGBT en la década de 1920; y la activista por los derechos civiles Coretta Scott King que se tiene en gran estima por la comunidad gay por su apoyo al movimiento gay. Durante su vida equiparó los objetivos del movimiento de derechos civiles liderado por su marido Martin Luther King con el activismo LGBT.

Todavía oigo a gente que dice que no debería hablar sobre los derechos de las lesbianas y los gais y que debería centrarme en los asuntos de justicia racial... pero me apresuro a recordar que Martin Luther King Jr. dijo «La injusticia en cualquier lugar es una amenaza a la justicia de todos los sitios.» (...) Yo apelo a todos los que creen en el sueño de Martin Luther King Jr. a hacer un hueco en su mesa para la hermandad con las lesbianas y los gais.
Coretta Scott King

## Iconos ficticios
Varios personajes de ficción también han sido considerados iconos LGBT. Ya en la Grecia antigua la pareja Aquiles-Patroclo fue considerada un icono que simbolizaba el ideal de pareja y amor entre dos hombres. El mismo Alejandro Magno puso una corona sobre el monumento funerario de Aquiles y Hefestión, su amante, sobre el de Patroclo escenificando de esta forma que él era el favorito de Alejandro de la misma manera que Patroclo lo era de Aquiles.
Bugs Bunny, el dibujo animado de un conejo antropomórfico de la Warner Bros., en la edad de oro de la animación americana, fue considerado en los años 1950 como «un icono cultural LGBT y la parodia de una diva» debido a sus travesuras travistiéndose y su aspecto amanerado.
El cómic ha sido fuente de varios iconos LGBT. La interpretación homosexual de la relación entre Batman y Robin ha sido objeto de interés cultural debido a la obra del psiquiatra Fredric Wertham La seducción del inocente (1954). A mediados de los años 1950, Werthman lideró una campaña nacional en Estados Unidos contra los libros de cómic, afirmando a los estadounidenses, que eran los responsables de la corrupción infantil y les incitaba a practicar relaciones homosexuales y la violencia. En relación con Batman y Robin Werthman afirmaba que «las historias del tipo de Batman y Robin ayudaban a fijar las tendencias homoeróticas sugiriendo una relación de amor adolescente-adulto, del tipo Zeus-Ganimedes». Hay autores que afirman que la interpretación homosexual de los superhéroes es anterior al libro de Wertham. Y que fue motivado por el estudio anterior de un psiquiatra californiano. También Superman ha sido considerado un icono LGBT por representar la imagen del macho hipermasculino, con su cuerpo musculoso y su uniforme ajustado.
Otra imagen icónica gay proveniente del cómic son los dibujos de Tom of Finland, que además de servir de inspiración en el estilo de vestir y comportamiento para muchos gais en los años 1970 y en la subcultura leather, es a menudo la imagen estereotipo del hombre gay en el ideario popular.
En la serie de televisión Xena: la princesa guerrera la estrecha amistad entre sus protagonistas Xena y Gabrielle ha hecho sugerir a sus fan que existen matíces lésbicos en su relación, convirtiéndolas en iconos lésbicos.
El personaje Lady Oscar del manga y anime La Rosa de Versalles es también un icono lésbico,[cita requerida] a pesar de que Oscar es decididamente heterosexual, su marcada (a pesar suyo) ambigüedad, el atractivo que tiene tanto entre hombres como mujeres y el interés que despierta en personajes femeninos como Rosalie, la hacen merecedora de tal título. Como curiosidad en el manga, durante el juicio contra Jeanne de Valois-Saint-Rémy, ésta se defiende acusando a María Antonieta y Lady Oscar de mantener una relación amorosa, algo que no se vio en el anime.[cita requerida]
Los personajes de Haruka Ten'ō y Michiru Kaiō del manga y anime Sailor Moon también son considerados como iconos lésbicos debido a la relación que llevaban en dicha serie.[cita requerida] Así mismo, los personajes de las Sailor Starlights son considerados iconos transexuales.[cita requerida]
A raíz de que Jerry Falwell afirmara que el Teletubbie morado, Tinky Winky, era un modelo homosexual destinado a acostumbrar a los niños a esta forma de vida, también se ha convertido en un icono LGBT que se incluye humorísticamente en las manifestaciones gais. Según Falwell que el muñeco fuera morado y con un triángulo invertido en la cabeza eran símbolos gais y que llevara un bolso era un ejemplo de comportamiento afeminado.
Otro personaje de dibujos animados popular en la iconografía LGBT es Bob Esponja, del que se ha sugerido su homosexualidad debido a la relación que mantiene con Patricio Estrella que más que simple amistad parece amor, además de por su característica forma de hablar, sus gestos y las situaciones comprometedoras en que ha estado en la serie junto a Patricio.
Otra serie animada orientado al LGBT fue La leyenda de Korra, la serie secuela de Avatar:La leyenda de Aang fue muy inspirado fue por la relación de Korra y Asami Sato
En el mundo de los videojuegos hay personajes orientados al LGTB como Ellie como icono lésbico en los juegos The Last of Us y The Last of Us Part II; Overwatch tiene iconos LGBT como Tracer y Solider 76